# قاسم محمد الشيراوي
قاسم محمد الشيراوي (1880م - 1950م)، صحفي، واديب، وشاعر ولد قاسم محمد الشيراوي بمدينة المحرق البحرينية سنة 1888 م، كتب القصيدة الوطنية والدينية والاجتماعية، زار أوروبا سنة 1918 م فتغيرت أفكاره وأصبح من دعاة الإصلاح والتجديد، عين أمين سر المجلس الأعلى للمعارف، كما تولى الشؤون السياسية في صحيفة البحرين سنة 1940 م، تعرض للنفي من قبل المندوب السامي البريطاني سنة 1921، على خلفية وقوفه مع الحركة الوطنية بقيادة عبدالوهاب بن حجي الزياني.